# یاسوتوشی موتوکی
یاسوتوشی موتوکی (انگلیسی: Yasutoshi Motoki؛ زادهٔ ۲۳ دسامبر ۱۹۶۹) ورزشکار اهل ژاپن است. او در بازی‌های تابستانی المپیک ۲۰۰۰ در وزن ۶۳ کیلوگرم به رقابت پرداخت. او در مسابقات قهرمانی کشتی آسیا ۱۹۹۷ در وزن ۶۳ کیلوگرم به مدال نقره دست یافت و نفر دوم شد.